# Facka

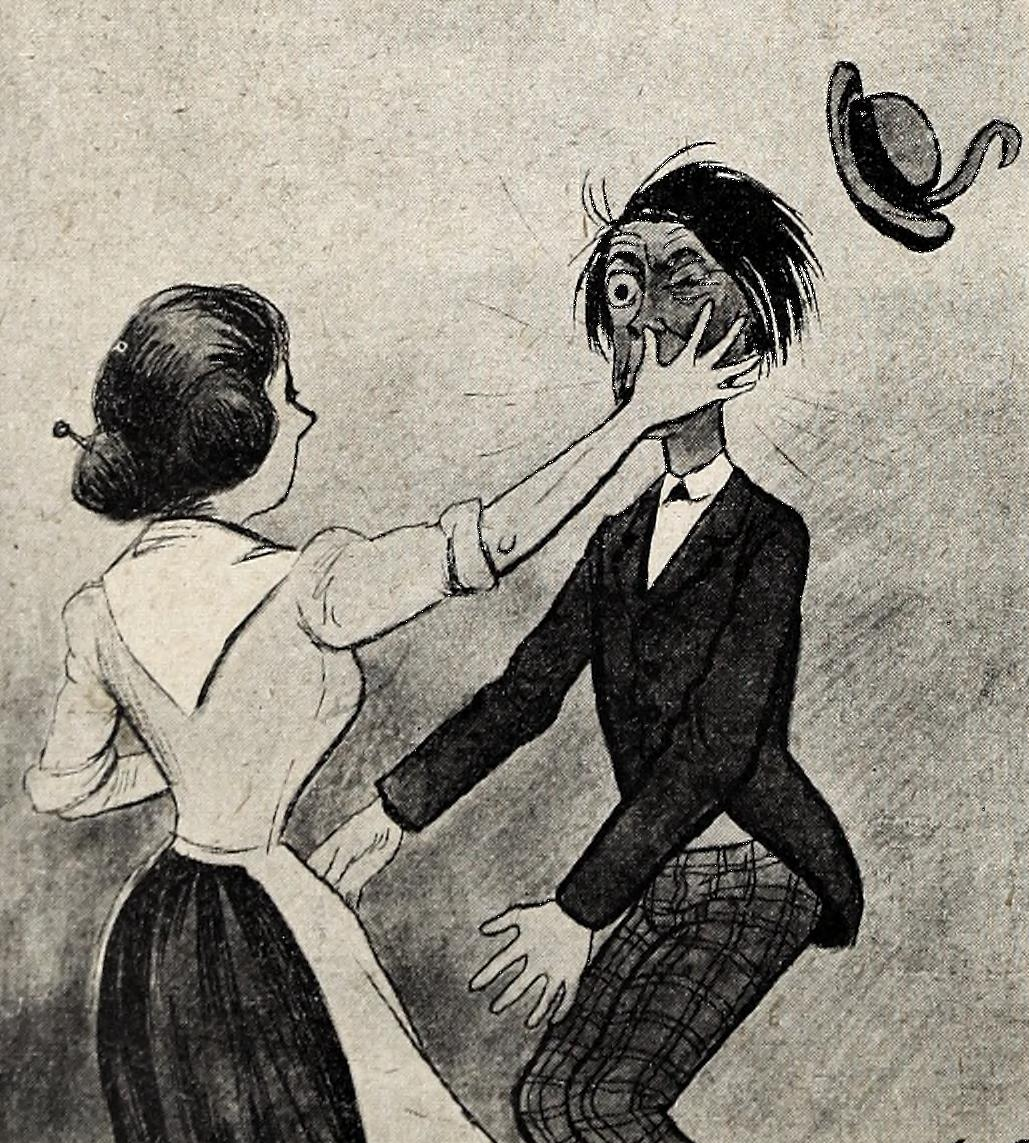
Facka

Facka (též políček) je úder otevřenou dlaní do tváře. Cílem je spíše ponížit než způsobit zranění. Až do 20. století byl políček vedle dalších tělesných trestů považován za vhodný výchovný prostředek.

## Rizika
V extrémních případech může vést políček dítěti k traumatickému rotačnímu pohybu hlavy, který může vést až k úmrtí. Relativně často může vést facka ke zranění ušního bubínku.

## Kulturní aspekty
Facky jsou vnímány různě v různých kulturách. Na Islandu je políček dítěti vnímán jako extrémní forma fyzického týrání, zatímco ve Spojeném království to tak vnímá jen část rodičů.
V některých kulturách matky políčkují své dcery, které poprvé menstruují, čímž je podle tradice připravují na těžký život ženy.
Políčky byly v historii často používány k posílení paměti, kdy prožitá bolest měla fungovat jako připomínka dané události.